# Будрис, Роберт Христофорович
Роберт Христофорович Будрис — советский революционный деятель.

## Биография
Родился в 1893 году в Риге. Член КПСС с 1910 года.
Участник подпольного коммунистического движения в Риге и Петрограде.
Участник Октябрьской революции и Гражданской войны: партизан, командир большевистского партизанского отряда в Сучанском районе, секретарь Сучанского райкома ВКП(б), участник подпольной партийной работы во Владивостоке
В 1928—1930 гг. — ректор Ленинградской совпартшколы имени Клары Цеткин.
В 1930—1931 гг. — заместитель председателя, и. о. председателя Арбитражной комиссии при Совете народного хозяйства Карельской АССР.
В 1935—1936 гг. — заведующий курсами треста «Свердлес».
Арестован, репрессирован, освобожден в 1946 году, реабилитирован.
В 1954—1983 гг. — ветеран движения старых большевиков, заместитель председателя Выборгского районного Совета ветеранов города Ленинграда.
Умер после 1983 года в Ленинграде.

## Награды
- Орден Ленина (28.10.1967)
- Орден Октябрьской Революции (1983)